# Synthaca gilviceps
Synthaca gilviceps är en fjärilsart som beskrevs av Turner 1908. Synthaca gilviceps ingår i släktet Synthaca och familjen nattflyn. Inga underarter finns listade i Catalogue of Life.